# 바탄 전투
바탄 전투(영어: Battle of Bataan, 1942년)는 일본 제국이 필리핀을 점령하기 위한 의도로 침공한 필리핀 점령 계획의 일부이며, 죽음의 바탄 행진 등 일본의 전쟁범죄를 여실하게 나타낸 전투이다. 이 전투 결과, 필리핀은 완전히 일본 제국의 수중에 들어가게 되었으며, 필리핀은 일본의 전쟁수행기지 및 남태평양 침공을 위한 전진기지로써 사용되게 된다.

## 전투 배경
일본 제국은 서남태평양 지역으로의 확장을 준비하고 있었고, 그러기 위해서는 반드시 전진기지를 확보할 필요가 있었다. 대본영은 일찍이 전진기지로써 필리핀을 선정하고, 오랫동안 그 지역을 점령하고 있는 미국과의 전쟁을 준비했는데, 그 시작이 바로 진주만 공격이다. 필리핀 침공과 진주만 공격이 동시에 이루어진 것은, 우연이 아닌 미국을 상대로 전쟁을 하겠다는 일본 제국의 강한 의지가 담겨있음을 알 수 있다.

## 경과
일본군은 꾸준히 필리핀 지역에 정찰을 실시하였고, 이는 미군 수뇌부에도 알려져 "곧 일본이 필리핀을 침공할 수 있다."라는 정보를 신뢰하게 만들었다. 그 결과 한 때 육군에서 퇴역한 장군인 더글라스 맥아더 장군은 다시 현역으로 재소집되어 필리핀으로 파견되었다. 맥아더 장군은 일본의 침공 가능성을 항상 염두에 두었고, 그리하여 마닐라 만 4개 도서를 요새화하였으며, 필리핀군을 미군의 지휘체계에 넣어 "미극동지상군"을 창설하였다.
그리고, 맥아더 장군의 예상대로 일본군은 1941년 12월 8일 필리핀에 상륙하였으며, 4개 방면에서 미-필리핀군을 압박하며 필리핀을 완전히 점령하고자 했다.
맥아더 장군은 무지개 계획 (Plan Rainbow)를 고안했는데, 해안에서 일본군을 적극적으로 방어함으로써 가능한 한 장시간 루손 섬을 2개 부대(북부 루손부대 지휘관: 조나단 M. 웨인라이트 중장, 남부 루손부대 지휘관: 조지 M. 파커 중장)로 방어하고, 여의치 않으면 기존의 계획이던 War Plan Orange-3로 돌아가는 것이었다. 즉, 최대한 비밀스럽고 빠르게 바탄 반도로 철수하여, 마닐라만을 결사 확보한다는 계획이었다. 원래의 War Plan Orange-3계획에 따르면 농성을 위한 최소 6개월치의 식량과 의약품 및 무기를 비축하도록 되어있었으나, 맥아더의 수정된 계획 War Plan Rainbow 5에 따라 해안선에서의 방어를 위해 물자들이 해안선 주변으로 넓게 퍼져 있었다. 따라서 바탄 반도에서의 농성을 위해서 비축하려 했던 6개월치의 보급품은 확보하지 못한채 바탄반도로의 철수가 이루어졌으며, 결국 이 보급품의 부족은 바탄 반도에 농성중인 미군의 발목을 잡게된다. 일본군이 미-필리핀군의 바탄 반도로의 철수를 예측하지 못한 이유는 미-필리핀군이 마닐라를 결사 항전의 의지로써 사수할 것이라 예측했기 때문이었다.

### 일본군의 마닐라 무혈 입성
일본 육군은 더글라스 맥아더 장군의 지휘 하에 있는 미-필리핀군이 바탄으로 철수하는 것을 예측하지 못한 채, 필리핀 외곽으로 진격하였으나 미-필리핀군의 낌새가 전혀 보이지 않자 당황하였지만, 소기의 목적인 마닐라 점령을 손쉽게 달성했다는 점에서 위안을 찾았다. 그러나, 아직 배후에 미군이 버티고 있다는 사실은 일본군에게 좋은 소식은 아니었으므로, 일본군은 미군을 필리핀에서 섬멸하기 위한 작전을 수립하기에 이른다. 그러나 수적으로 일본군은 매우 열세였으므로, 일본군은 조직적인 포격과 집중 돌파 전술을 사용하여 미군의 저지선을 돌파할 생각이었다.

### 미-필리핀군의 완강한 저항
1942년 1월 2일 남부 루손부대가 북부 루손부대의 연막 작전(지연전)에 힘입어 결사적인 강행군에 돌입하여 마침내 팜팡가 강을 건너 바탄으로 철수하였다. 북부 루손부대와 합세한 남부 루손부대는 나티브 산 일대에 주 진지를 구축하고, 사마트 산 일대에 예비 진지를 구축하여 저지선을 형성하였다. 또한 일본군의 후방 침투를 염려하여 해안방어진지도 준비하였다. 일본군은 위에서도 언급했다시피 미-필리핀군의 바탄 철수를 전혀 예측하지 못하였고, 마닐라를 점령하면 필리핀 전역이 종료되리라 생각하였기 때문에, 홈마 군의 주력인 제4사단이 마닐라 점령 직후 자바 방면으로 이동하였다. 그로 인해 일본군은 제16사단 일부와 제65독립혼성여단만으로 바탄의 미-필리핀군을 격파하지 않으면 안 되었다.
일본군은 1월 9일부터 주 진지에 대하여 공격을 시작했지만, 어려운 상황에도 불구하고 미-필리핀군의 저항은 대단히 완강하였다. 1월 21일에야 서부 해안을 통해 일본군은 겨우 주 진지 저지선을 돌파하였다. 그러나 미-필리핀군은 질서정연하게 퇴각하여, 26일까지 안전하게 예비 진지까지 철수하는 데 성공하였다. 그러나 예비 진지로 철수한 미-필리핀군의 상태도 좋지 못하였는데, 식량과 의약품의 부족이 매우 심각하였다. 처음 정량의 1/2이던 배식은, 이제 1/3으로 줄었을 뿐만 아니라, 신경쇠약 증세를 보이는 장병들이 속출하기 시작하였다. 여기저기서 정신착란 증세를 보이는 병사의 비명소리가 들렸고, 그들이 자살하는 총성이 울려 퍼졌다. 자연스럽게 살아남은 병사들의 사기 역시 곤두박질 치고 있었다.
홈마 장군은 주 진지에서의 완강한 저항을 염두에 두고, 장기간의 포위 전략으로써 미-필리핀군을 굴복시키고자 하였으나, 대본영에서는 국내여론과 전쟁전반에 걸친 계획상의 차질을 우려하여 조기점령을 계속해서 요구하였다. 그리하여 정글을 통한 침투와 해안가를 통한 침투를 지속적으로 시도하였으나, 일본군은 번번히 패퇴하였다.

### 예비 진지 저지선의 붕괴
식량과 의약품이 날로 갈수록 떨어지고, 병사 개인 개인의 사기가 곤두박질 칠 무렵, 총사령관이던 더글라스 맥아더 장군이 3월 11일 서남태평양 지역 사령관으로 임명되어 호주로 탈출한 사실이 알려졌고, 북부 루손부대의 지휘관이었던 조나단 M. 웨인라이트 중장이 총사령관의 임무를 이양받았다. 일본군의 병력 증강은 계속되었는데, 3월 31일 총공세 이전까지 증강된 병력은 아래와 같다.

#### 일본군의 증강된 병력
- 보병 30,000명
- 포 200문
- 전차 50대
- 항공기 100대

4월 3일 조직적인 포격과 돌파 전술로 총공세를 시작한 일본군의 기세 앞에 미-필리핀군은 결사적으로 저항하였으나, 4월 9일 투항한 미-필리핀군과 생포된 패잔병을 포함한 약 75,000명의 병사들이 포로로써 바탄 포로수용소에 수감되었고, 약 10,000명의 병사와 20,000명의 병사가 죽거나 다쳤다.

## 결과
바탄 전투 결과, 일본은 필리핀을 완전하게 점령하였으며, 차기 작전을 위한 전진기지를 획득하게 되었다. 그러나 바탄 전투를 포함한 필리핀 전역에서 받은 인적, 물적, 시간적 손실은 뉴기니아와 솔로몬 전역에 대한 일본의 침공 계획에 치명적 타격을 주었으며, 결과적으로 미군에 5개월이라는 시간을 준 셈이 되었다.

## 같이 보기
- 일본의 전쟁범죄
- 바탄 죽음의 행진
- 필리핀 전역
- 태평양 전쟁